# 인그란디어
인그란디어(일본어: イングランディーレ, 이탈리아어: Ingrandire, 1999년 5월 21일 ~ 2020년 12월 12일)는 일본의 서러브레드 경주마 및 종모마다. 1999년 일본 샤다이 목장(社台ファーム)에서 아비말 화이트 머즐과 어미말 마릴린 모모코의 교배로 태어나, 2001년 여름 경주마로 데뷔하여 34전을 치르고 2006년 퇴역했다. 퇴역 후 2006년 11월부터 죽을 때까지 대한민국 제주도의 금악목장에서 종모마로 활동했다.

## 주요 경주 출전
- 2001년 8월 11일 니가타 경마장 1200m 미승리마 경주 3위(데뷔전)
- 2001년 10월 7일 도쿄 경마장 1200m 미승리마 경주 1위(첫승)
- 2003년 2월 16일 나카야마 경마장 3200m 다이아몬드 스테이크스 1위
- 2003년 3월 29일 나카야마 경마장 2500m 닛케이상(GII) 1위
- 2004년 5월 2일 교토 경마장 3400m 춘계 천황상(GI) 1위

## 경주 성적
| 날짜        | 경마장 | 경기명      | 등급 | 트랙       | 배당 (인기 순위) | 순위 | 시간   | 기수              | 우승마 (2위마) |
| ----------- | ------ | ----------- | ---- | ---------- | ---------------- | ---- | ------ | ----------------- | -------------- |
| 2004.05.02. | 교토   | 춘계 천황상 | G1   | 잔디 3200m | 71.0 (10)        | 1    | 3:18.4 | 요코야마 노리히로 | (젠노 롭 로이) |

## 주요 자마
- 2009년 지금이순간 (2012년 코리안더비 1위)